# نيك كيريوس
نيك كيرغيوس (بالإنجليزية: Nick Kyrgios)‏ مواليد 27 أبريل 1995 في كانبرا، أستراليا. هو لاعب كرة مضرب أسترالي مُحترف. فاز ببطولة أستراليا المفتوحة 2013 في فردي الناشئين، كما فاز ببطولة ويمبلدون 2013 بزوجي الناشئين. وأكبر إنجاز له في مُنافسات المُحترفين هو الوصول للدور ربع النهائي بطولة ويمبلدون 2014، وفي هذه البطولة هزم رافاييل نادال وريشارد جاسكيه.

## وصلات خارجية
- نيك كيريوس على موقع رابطة محترفي التنس (الإنجليزية)
- نيك كيريوس على موقع الاتحاد الدولي لكرة المضرب (الإنجليزية)
- نيك كيريوس على موقع كأس ديفيز (الإنجليزية)
- نيك كيريوس على موقع اتحاد التنس الأسترالي (الإنجليزية)
- نيك كيريوس على موقع خلاصة التنس.كوم (الإنجليزية)
- نيك كيريوس على موقع إي إس بي إن.كوم (الإنجليزية)

- الموقع الإلكتروني